# بژل
بژل یا سیفلیس بومی (به انگلیسی: Nonvenereal endemic syphilis) {{یک بیماری عفونتی است که توسط تروپونماپالیدوم زیر گونه اندومیکوم ایجاد میشود و به طور عمده در آفریقا وجود داشته.
بیماری عمدتاً در کودکان رخ داده و ضایعات پوستی بسیار مسری ایجاد میکند. عوارض احشایی نادر است.
پنی سیلین داروی انتخابی این بیماری است.